# التنين (فنان)
التنين هو الاسم المستعار لفنان شارع مصري وفنان جرافيتي يبلغ من العمر 41–42 عامًا، والذي اكتسب عمله شهرة وشهرة في مصر بعد ثورة 2011 . شكّل التنين نصف الثنائي فريق التنين؛ إلا أن الفنان (الذي حددت صحيفة المصري اليوم جنسه كرجل) يعمل الآن بشكل مستقل كليًا. وُصفت أعماله الفنية بأنها أيقونات ثورة 25 يناير.
عرض التنين أعماله في بانكسي 2015 في مدينة ملاهي ديسمالاند في إنجلترا.

## الحياة المهنية والسياسة
لم يكن التينين فنانًا مخضرمًا قبل ثورة 2011، بل ركز بشكل أساسي على الرسم التجريدي ودرس مجالًا متعلقًا بالعلوم، ويُقال إنه يعمل في تصميم الجرافيك. اشتهرت أعماله منذ ثورة 25 يناير بطابعها الثوري وانتقادها للمجلس الأعلى للقوات المسلحة. قال التنين، وهو فنان جرافيتي يصف نفسه بنفسه، في ملفه الشخصي المرتبط على موقع تويتر:"أرش الهراء على الجدران في شوارع القاهرة".
لم يكن فن الشارع السياسي شائعًا في مصر قبل ثورة 2011، لكنه انتشر في الأماكن العامة في حقبة ما بعد الثورة. ازدادت شعبية الأعمال الفنية التي تستهدف المجلس الأعلى للقوات المسلحة، على وجه الخصوص، منذ الثورة لأن هذه الكتابة على الجدران المعادية للجيش هي انعكاس لإحباط النشطاء المصريين من الحكام العسكريين، الذين يقولون أنهم استبدلوا أحد السلطات بسلطة أخرى. ومع ذلك، على الرغم من انتشار الجرافيتي على وجه الخصوص في المدن المصرية منذ الثورة، إلا أن التنين أشار إلى أن "معظمها ليس سياسيًا. . . ربما يمكننا القول إن الناس يعبرون عن أنفسهم، لكن الشوارع ليست لنا بعد." وقال التنين إن عمله الفني ليس سياسيًا فقط: "حتى لو تم حل الوضع السياسي هنا ... لا يزال يتعين علينا التحدث عن المرأة والدين وقضايا أخرى".

### عمله الفني
اكتسبت أعمال التينين الفنية شهرةً بسبب طبيعتها السياسية، وخاصةً صورة مطلية بالرش لرقعة شطرنج تصور ملكًا أطيح به محاطاً بالأساقفة والفرسان والغربان يعارضه عدة صفوف من البيادق المتراكمة التي رسمها الفنان في حرم الجامعة الأمريكية في القاهرة. لا يعتبر عمل التنين سياسيًا بحت، إذ شارك في معرض بعنوان أسود وأبيض، وصوّر فيه مجموعة من الرموز الثقافية للسينما المصرية، من بينها أم كلثوم وهند رستم.
عرض التنين عمله في 2015 مدينة ملاهي يسمالاند في بانكسي في إنجلترا.

## أنظر أيضا
- شيكو (فنان مصري)
- جنزير
- كيزر (فنان)

## روابط خارجية
- موقع التينين
- حساب فيسبوك
- حوار مع المصري اليوم إنجليزي